# Natação no Campeonato Europeu de Esportes Aquáticos de 2018 - 50 m livre feminino
A prova dos 50 metros livre feminino da natação no Campeonato Europeu de Esportes Aquáticos de 2018 ocorreu nos dias 3 e 4 de agosto no Tollcross International Swimming Centre, em Glasgow no Reino Unido. 

## Calendário
| Fase          | Data        | Hora  |
| ------------- | ----------- | ----- |
| Eliminatórias | 3 de agosto | 10:13 |
| Semifinal     | 3 de agosto | 17:18 |
| Final         | 4 de agosto | 18:23 |

Todos os horários estão no horário local (UTC+0)

## Recordes
Antes desta competição, os recordes eram os seguintes:
|                       | Nadadora            | Tempo | Local     | Data                |
| --------------------- | ------------------- | ----- | --------- | ------------------- |
| Recorde mundial       | Sarah Sjöström      | 23.67 | Budapeste | 29 de julho de 2017 |
| Recorde europeu       | Sarah Sjöström      | 23.67 | Budapeste | 29 de julho de 2017 |
| Recorde do campeonato | Ranomi Kromowidjojo | 24.07 | Londres   | 22 de maio de 2016  |

Os seguintes novos recordes foram estabelecidos durante esta competição. 
| Data        | Prova     | Nadador        | Nacionalidade | Tempo | Recordes              |
| ----------- | --------- | -------------- | ------------- | ----- | --------------------- |
| 3 de agosto | Semifinal | Pernille Blume | Dinamarca     | 23.85 | Recorde do campeonato |
| 4 de agosto | Final     | Sarah Sjöström | Suécia        | 23.74 | Recorde do campeonato |

## Medalhistas
| Ouro                 | Prata                | Bronze                    |
| Sarah Sjöström (SWE) | Pernille Blume (DEN) | Ranomi Kromowidjojo (NED) |

## Resultados

### Eliminatórias
Esses foram os resultados das eliminatórias. 
| Pos. | Bateria | Raia | Nadadora               | Nacionalidade | Tempo | Notas |
| ---- | ------- | ---- | ---------------------- | ------------- | ----- | ----- |
| 1    | 6       | 4    | Sarah Sjöström         | Suécia        | 24.14 | Q     |
| 2    | 4       | 4    | Pernille Blume         | Dinamarca     | 24.27 | Q     |
| 3    | 6       | 5    | Maria Kameneva         | Rússia        | 24.39 | Q,    |
| 4    | 5       | 5    | Tamara van Vliet       | Países Baixos | 24.77 | Q     |
| 5    | 5       | 4    | Ranomi Kromowidjojo    | Países Baixos | 24.82 | Q     |
| 6    | 4       | 3    | Kim Busch              | Países Baixos | 24.93 |       |
| 7    | 5       | 6    | Theodora Drakou        | Grécia        | 24.98 | Q     |
| 8    | 6       | 6    | Julie Kepp Jensen      | Dinamarca     | 25.00 | Q     |
| 9    | 6       | 3    | Rozaliya Nasretdinova  | Rússia        | 25.01 | Q     |
| 10   | 3       | 8    | Rūta Meilutytė         | Lituânia      | 25.20 | Q     |
| 11   | 4       | 7    | Erika Ferraioli        | Itália        | 25.28 | Q     |
| 12   | 6       | 7    | Nina Kost              | Suíça         | 25.29 | Q     |
| 13   | 6       | 2    | Lidón Muñoz            | Espanha       | 25.32 | Q     |
| 14   | 5       | 7    | Andrea Murez           | Israel        | 25.36 | Q     |
| 15   | 4       | 1    | Anika Apostalon        | Chéquia       | 25.37 | Q     |
| 16   | 5       | 9    | Alexandra Touretski    | Suíça         | 25.47 | Q     |
| 17   | 5       | 8    | Anna Dowgiert          | Polónia       | 25.49 | DES   |
| 17   | 6       | 8    | Lucrezia Raco          | Itália        | 25.49 | DES   |
| 19   | 5       | 1    | Anna Hopkin            | Reino Unido   | 25.53 |       |
| 19   | 5       | 3    | Mimosa Jallow          | Finlândia     | 25.53 |       |
| 21   | 3       | 5    | Gabriela Ņikitina      | Letônia       | 25.58 |       |
| 22   | 6       | 1    | Anouchka Martin        | França        | 25.59 |       |
| 23   | 4       | 8    | Neža Klančar           | Eslovênia     | 25.62 |       |
| 24   | 6       | 0    | Freya Anderson         | Reino Unido   | 25.70 |       |
| 25   | 5       | 2    | Susann Bjørnsen        | Noruega       | 25.73 |       |
| 26   | 6       | 9    | Anna Kolářová          | Chéquia       | 25.77 |       |
| 27   | 4       | 2    | Mélanie Henique        | França        | 25.81 |       |
| 27   | 4       | 6    | Yuliya Khitraya        | Bielorrússia  | 25.81 |       |
| 29   | 2       | 5    | Lena Kreundl           | Áustria       | 25.82 |       |
| 30   | 5       | 0    | Nastassia Karakouskaya | Bielorrússia  | 25.84 |       |
| 31   | 3       | 7    | Ieva Maļuka            | Letônia       | 25.88 |       |
| 32   | 3       | 6    | Selen Özbilen          | Turquia       | 25.97 |       |
| 33   | 4       | 0    | Iryna Pikiner          | Ucrânia       | 26.00 |       |
| 34   | 3       | 3    | Kalia Antoniou         | Chipre        | 26.02 |       |
| 35   | 2       | 6    | Laura Jensen           | Dinamarca     | 26.16 |       |
| 36   | 3       | 2    | Magdalena Kuras        | Suécia        | 26.19 |       |
| 36   | 3       | 9    | Janja Šegel            | Eslovênia     | 26.19 |       |
| 38   | 3       | 4    | Lucy Hope              | Reino Unido   | 26.22 |       |
| 39   | 2       | 4    | Jenna Laukkanen        | Finlândia     | 26.42 |       |
| 40   | 2       | 3    | Arina Baikova          | Letônia       | 26.53 |       |
| 41   | 3       | 1    | Kertu Alnek            | Estónia       | 26.54 |       |
| 42   | 4       | 9    | Juliette Dumont        | Bélgica       | 26.56 |       |
| 43   | 2       | 9    | Daniela Georges        | Polónia       | 26.74 |       |
| 44   | 1       | 5    | Ida Hulkko             | Finlândia     | 26.76 |       |
| 45   | 2       | 8    | Cornelia Pammer        | Áustria       | 26.77 |       |
| 46   | 3       | 0    | Kertu Kaare            | Estónia       | 26.80 |       |
| 47   | 2       | 7    | Laura Benková          | Eslováquia    | 26.81 |       |
| 48   | 2       | 1    | Sezin Eliguel          | Turquia       | 26.93 |       |
| 49   | 2       | 2    | Veera Kivirinta        | Finlândia     | 27.07 |       |
| 50   | 1       | 4    | Nikol Merizaj          | Albânia       | 27.21 |       |
| 51   | 1       | 7    | Aleyna Özkan           | Turquia       | 27.79 |       |
| 52   | 2       | 0    | Beatrice Felici        | San Marino    | 27.81 |       |
| 53   | 1       | 2    | Sara Lettoli           | San Marino    | 27.86 |       |
| 54   | 1       | 1    | Elisa Bernardi         | San Marino    | 28.01 |       |
| 55   | 1       | 8    | Fjorda Šabani          | Kosovo        | 28.16 |       |
| —    | 1       | 0    | Eda Zećiri             | Kosovo        | DNS   | DNS   |
| —    | 1       | 3    | Fatima Alkaramova      | Azerbaijão    | DNS   | DNS   |
| —    | 1       | 6    | Ani Poghosyan          | Armênia       | DNS   | DNS   |
| —    | 1       | 9    | Ekaterina Avramova     | Turquia       | DNS   | DNS   |

Desempate
Esse foi o resultado do desempate, o que resultou em uma vaga na semifinal. 
| Pos. | Raia | Nadadora      | Nacionalidade | Tempo | Notas |
| ---- | ---- | ------------- | ------------- | ----- | ----- |
| 1    | 4    | Anna Dowgiert | Polónia       | 25.11 | Q     |
| 2    | 5    | Lucrezia Raco | Itália        | 25.25 |       |

### Semifinal
Esses foram os resultados das semifinais. 
Semifinal 1
| Pos. | Raia | Nadadora              | Nacionalidade | Tempo | Notas      |
| ---- | ---- | --------------------- | ------------- | ----- | ---------- |
| 1    | 4    | Pernille Blume        | Dinamarca     | 23.85 | Q, {{CR}], |
| 2    | 5    | Tamara van Vliet      | Países Baixos | 24.70 | Q          |
| 3    | 6    | Rozaliya Nasretdinova | Rússia        | 24.86 | Q          |
| 4    | 3    | Theodora Drakou       | Grécia        | 24.96 | Q          |
| 5    | 7    | Lidón Muñoz           | Espanha       | 25.15 |            |
| 6    | 1    | Anika Apostalon       | Chéquia       | 25.22 |            |
| 7    | 8    | Anna Dowgiert         | Polónia       | 25.34 |            |
| 8    | 2    | Erika Ferraioli       | Itália        | 25.39 |            |

Semifinal 2
| Pos. | Raia | Nadadora            | Nacionalidade | Tempo | Notas |
| ---- | ---- | ------------------- | ------------- | ----- | ----- |
| 1    | 4    | Sarah Sjöström      | Suécia        | 23.92 | Q     |
| 2    | 5    | Maria Kameneva      | Rússia        | 24.21 | Q,    |
| 3    | 3    | Ranomi Kromowidjojo | Países Baixos | 24.58 | Q     |
| 4    | 2    | Rūta Meilutytė      | Lituânia      | 25.04 | Q,    |
| 5    | 6    | Julie Kepp Jensen   | Dinamarca     | 25.07 |       |
| 6    | 7    | Nina Kost           | Suíça         | 25.21 |       |
| 7    | 8    | Alexandra Touretski | Suíça         | 25.22 |       |
| 8    | 1    | Andrea Murez        | Israel        | 25.39 |       |

### Final
Esse foi o resultado da final. 
| Pos.              | Raia | Nadadora              | Nacionalidade | Tempo | Notas                 |
| ----------------- | ---- | --------------------- | ------------- | ----- | --------------------- |
| Medalha de ouro   | 5    | Sarah Sjöström        | Suécia        | 23.74 | Recorde do campeonato |
| Medalha de prata  | 4    | Pernille Blume        | Dinamarca     | 23.75 | Recorde nacional      |
| Medalha de bronze | 6    | Ranomi Kromowidjojo   | Países Baixos | 24.21 |                       |
| 4                 | 3    | Maria Kameneva        | Rússia        | 24.40 |                       |
| 5                 | 7    | Rozaliya Nasretdinova | Rússia        | 25.04 |                       |
| 6                 | 2    | Tamara van Vliet      | Países Baixos | 25.11 |                       |
| 7                 | 1    | Theodora Drakou       | Grécia        | 25.14 |                       |
| 8                 | 8    | Rūta Meilutytė        | Lituânia      | 25.16 |                       |

Legenda
| Recorde mundial       | Recorde mundial (World record)               |                       | Recorde africano                      | Recorde africano (African) |                                           | Q | Classificado por posição (Qualified) |
| Recorde do campeonato | Recorde do campeonato (Championship record)  | Recorde da América    | Recorde da América (Americas)         | q                          | Classificado por melhor tempo (Qualified) |   |                                      |
| Melhor marca do ano   | Melhor marca do ano (World leading)          | Recorde asiático      | Recorde asiático (Asian)              | DNS                        | Não largou (Did not start)                |   |                                      |
| Recorde nacional      | Recorde nacional (National record)           | Recorde europeu       | Recorde europeu (European)            | DNF                        | Não terminou (Did not finish)             |   |                                      |
| Recorde pessoal       | Recorde pessoal do atleta (Personal best)    | Recorde da Oceania    | Recorde da Oceania (Oceania)          | DSQ / DQ                   | Desclassificado (Disqualified)            |   |                                      |
| Recorde da temporada  | Recorde da temporada do atleta (Season best) | Recorde sul-americano | Recorde sul-americano (South America) | NM                         | Sem marca (No mark)                       |   |                                      |